# Canirallus kioloides
Canirallus kioloides, é uma espécie de ave da família Rallidae.
É endémica de Madagáscar.
Os seus habitats naturais são: florestas secas tropicais ou subtropicais e florestas subtropicais ou tropicais húmidas de baixa altitude.